# ويليام د. راسيل
ويليام د. راسيل (بالإنجليزية: William D. Russell)‏ هو مخرج أمريكي، ولد في 30 أبريل 1908 في إنديانابوليس في الولايات المتحدة، وتوفي في 1 أبريل 1968 في لوس أنجلوس في الولايات المتحدة.

## وصلات خارجية
- ويليام د. راسيل على موقع IMDb (الإنجليزية)
- ويليام د. راسيل على موقع ألو سيني (الفرنسية)
- ويليام د. راسيل على موقع أول موفي (الإنجليزية)
- ويليام د. راسيل على موقع قاعدة بيانات الأفلام السويدية (السويدية)
- ويليام د. راسيل على موقع قاعدة بيانات الفيلم (الإنجليزية)
- ويليام د. راسيل على موقع كينوبويسك (الروسية)